# Mindre glanstrollslända
Mindre glanstrollslända (Somatochlora arctica), även kallad nordlig glanstrollslända, är en art i insektsordningen trollsländor som tillhör familjen skimmertrollsländor.

## Kännetecken
Både hanen och honan har mörk grundfärg på kroppen och grönaktiga ögon. Honan skiljs från hanen genom att hon har två gula fläckar på bakkroppen. Vingarna är vanligen genomskinliga med mörkt vingmärke. Hos en del honor kan de vara lätt gulaktiga eller rökfärgade. Vingbredden är 60 till 70 millimeter och bakkroppens längd är 30 till 38 millimeter.

## Utbredning
Den mindre glanstrollsländan finns i Skandinavien och österut genom norra Asien till Kamtjatka. Den finns också i delar av Tyskland, Polen och Alperna, samt i östra Frankrike och i Skottland. I Sverige finns den över hela landet, även om den är mycket vanligare i norr än i söder. 

## Levnadssätt
Den mindre glanstrollsländans habitat är främst våtmarker, som myrar och mossar, gärna med en del skog runt omkring. Utvecklingstiden från ägg till imago är tre år och flygtiden från mitten av juni till augusti.